# Uwe Morawe
Uwe Morawe (* 20. Januar 1966 in Bremen) ist ein deutscher Kommentator.

## Karriere
Morawe machte sein Abitur am Gymnasium Syke. Anschließend schrieb er sich für Germanistik und Geschichte an der Universität Göttingen ein. 1993 hospitierte er in der NDR-Sportredaktion, später ging er als freier Mitarbeiter zum Radiosender FFN und anschließend zu Sat.1.
Von 1995 bis 2013 arbeitete er für Sport1 (bis April 2010 noch DSF/Deutsches Sportfernsehen), wo er die Bundesliga-Sonntagsspiele sowie internationale Begegnungen kommentierte. Zwischendurch arbeitete er auch für Laola und Arena. In der Saison 2010/11 schrieb er auf Sport1 satirische Kolumnen über den aktuellen Weltfußball.
Im November 2013 wurde bekannt, dass Sport1 die Zusammenarbeit mit Morawe nicht fortsetzt.
Seit September 2015 kommentiert er für ran Football beim Fernsehsender ProSieben Maxx einige Spiele der National Football League. Daneben ist Uwe Morawe seit Januar 2016 als Fußball-Kommentator für Eurosport im Einsatz. Seit August 2016 ist er auch beim OTT-Anbieter DAZN zu hören.
Bei der U-21-Fußball-Europameisterschaft 2021 in Slowenien und Ungarn kommentierte er gemeinsam mit René Adler die Spiele der deutschen U-21-Nationalmannschaft, darunter das Finale mit Titelgewinn für Deutschland.